# HAPPY HAPPY SMAP
「HAPPY HAPPY SMAP」（ハッピーハッピースマップ）は2007年12月2日～2008年1月7日にSMAP SHOPのみで期間限定発売された、SMAPの曲である。

## 概要
HAPPY（幸せ）な気持ちで2007年を越して、もっとHAPPY HAPPYな2008年になることを願って発売されたCDである。SMAP SHOP限定CDであったが、遠方の方や都合によりお店に来店出来ない人の為に携帯のジャニーズウェブサイト限定で通信販売が行われたのち約10分で完売になった。
サウンドプロデュースは過去SMAPに『Theme of 015』を提供したことがある小西康陽。
収録時間3分9秒、値段390円のサンキュー価格として販売された。
この曲は、2007年12月3日～12月7日に放送した笑っていいとも!の曜日対抗いいとも!選手権で流れていた。